# 長期裁判
長期裁判（ちょうきさいばん）とは長期化している（いた）裁判。

## 民事事件

### 日本
家永教科書裁判は、判決まで32年かかり、世界一長い民事訴訟としてギネスブックに記載されている。
光華寮訴訟は、1967年の提訴から40年となる2007年に最高裁判所で審理が京都地方裁判所に差し戻されており、提訴から50年を超えた2018年4月時点でも京都地裁で係争中である。

### アメリカ
アメリカでは多様なADRの制度があり、トライアルの不確実性ないし予測困難性を回避するため、ADRにより紛争の決着を図る傾向が強くなっている。2004年の連邦地方裁判所における民事第一審訴訟の審理期間の中位数は8.5か月である。

### イギリス
イギリスでは民事第一審訴訟事件の多くはトライアルまで行くことはなく和解などで終局している。2004年の統計ではトライアルの申込みまで至った事件の場合、提訴からトライアル開始又は事件終了に要した平均期間は22.4月であった。

## 刑事事件

### 日本
ロッキード事件の田中角栄元首相の裁判は一審・二審は実刑判決が出たが、上訴したため有罪判決が確定せずに元首相は選挙に当選し続けて長期間にわたって政界に影響力を残し続けたことや政治的に注目される元首相が死亡して公訴棄却となり、裁判で最も注目された元首相に対する刑事司法の最終判決が明白に確定しなかったことなどが批判された。
リクルート事件の江副浩正の裁判では東京地方裁判所の公判回数は321回にのぼり、10年近くかかった。
1950年に発覚した大垣共立銀行経済関係罰則整備法違反事件では裁判終了までに27年かかった。
八海事件、永山則夫連続射殺事件、甲山事件、福山市独居老婦人殺害事件のように上訴と差し戻しが何度かあったために、裁判が長期化した例もある。
審理中で被告人が逃亡して身柄が確保されるまで裁判が進まない状況になり、初公判から判決まで長期間かかることがある（例：さらぎ徳二・上口孝夫・中村公徳・山森茂夫・西川純・戸平和夫・浴田由紀子）。
裁判中に日本赤軍によって超法規的措置により釈放されて公判停止となった刑事被告人（坂東國男・佐々木規夫・奥平純三・大道寺あや子・仁平映）などは、現在も裁判が続いているともいえる。
以下は長期裁判の例。なお、起訴された年月日及び判決が確定した年月日が不明である事件も多いため、表の上に記載されている事件ほど裁判の期間が長いという訳ではない。
| 事件                               | 起訴日         | 裁判終了日     | 期間       | 備考 |
| ---------------------------------- | -------------- | -------------- | ---------- | --- |
| 迎賓館ロケット弾事件               | 1987年11月2日  | 2016年3月14日  | 28年4ヶ月  | |
| 三一商事事件                       | 1956年4月30日  | 1981年10月30日 | 25年6ヶ月  | |
| 茨城県議会黒い霧事件               | 1967年1月13日  | 1989年1月26日  | 22年       | |
| 藤沢市母娘ら5人殺害事件            | 1982年7月      | 2004年6月26日  | 21年11か月 | 第一審判決から控訴審判決まで約12年、第一審判決から上告審判決まで約16年。 被告人の男（2007年に死刑執行）は第一審（横浜地裁）で死刑判決を受けて控訴したが、自暴自棄になり、1991年に自ら控訴を取り下げた。 その後、弁護人が「控訴取り下げは異常な精神状態の下で行われたもので、無効である」と異議を申し立てたところ、最高裁は1995年に申し立てを認める決定を出した。 しかし再開後の控訴審（東京高裁）でも死刑判決は支持され、2004年6月15日に上告棄却判決。上告審判決から10日以内に判決訂正を申し立てず、死刑が確定。 |
| 甲山事件                           | 1978年3月      | 1989年10月8日  | 21年2か月  | 無罪確定。 |
| 大須事件                           | 1952年7月29日  | 1973年9月4日   | 21年2か月  | |
| 東大ポポロ事件                     | 1952年3月10日  | 1973年3月22日  | 21年       | |
| 永山則夫連続射殺事件               | 1969年5月      | 1990年5月9日   | 20年11か月 | 事件当時19歳の少年だった永山則夫による犯行。 無期懲役の控訴審判決（第一審の死刑判決を破棄自判）に対し、検察側が上告したところ、最高裁は破棄差戻しの判決を言い渡した（永山基準も参照）。 差し戻し後の控訴審では控訴棄却の判決（第一審の死刑判決を支持する判決）が言い渡され、1990年の第二次上告審判決（被告人側の上告棄却）によって死刑が確定（少年死刑囚）。 1997年に死刑執行。 |
| 愛知大学事件                       | 1952年6月9日   | 1973年4月26日  | 20年10か月 | 無罪確定。 |
| 辰野事件                           | 1952年5月27日  | 1972年12月1日  | 20年7か月  | 無罪確定。 |
| 血のメーデー事件                   | 1952年5月13日  | 1972年11月21日 | 20年6か月  | |
| 高田事件                           | 1952年8月15日  | 1972年12月20日 | 20年4か月  | |
| 戸塚ヨットスクール事件             | 1983年         | 2002年2月25日  | 約19年     | 校長の戸塚とコーチ9人の計10人が起訴。 一審では長期の未決勾留を考慮し全員に執行猶予付き有罪判決。検察側と戸塚ら6人が控訴（残りのコーチ4人は一審判決が確定）。 二審では一審判決を破棄し戸塚ら4人に実刑判決（コーチ2人は改めて執行猶予付き有罪判決が言い渡され確定）。 戸塚ら4人が上告するも最高裁が二審判決を支持し控訴を棄却したため戸塚ら4人を実刑とする二審判決が確定。 |
| 森永ヒ素ミルク中毒事件             | 1955年9月20日  | 1973年11月28日 | 18年3か月  | |
| 宮代事件                           | 1980年         | 1998年10月8日  | 約18年     | 兄弟が起訴されて兄は死刑、弟は無期懲役が確定。冤罪の可能性あり。 |
| 富山・長野連続女性誘拐殺人事件     | 1980年         | 1998年10月9日  | 約18年     | 男女2人が被告人として起訴されたが、第一審・控訴審とも女1人の単独犯と認定。 男性は一・二審で無罪判決を受け、1992年に無罪が確定した一方、犯人の女は1998年に死刑が確定（戦後7人目の女性死刑囚）。 |
| 北海道庁爆破事件                   | 1976年         | 1994年9月6日   | 約18年     | 死刑確定。冤罪の可能性あり。 |
| 市原両親殺害事件                   | 1974年         | 1992年1月30日  | 約18年     | 死刑確定。冤罪の可能性あり。 |
| ロッキード事件                     | 1977年         | 1995年2月22日  | 約18年     | 有罪確定。 |
| 仙台老夫婦殺害事件                 | 1987年         | 2005年9月26日  | 約18年     | 控訴審判決（1991年）から上告審判決（2005年・死刑確定）まで14年、中断期間あり。 |
| 鶴見事件                           | 1988年         | 2006年3月28日  | 約18年     | 死刑確定。犯人とされた男（2021年に病死）は冤罪を主張し、日本弁護士連合会が再審請求を支援している。 |
| 八海事件                           | 1951年2月15日  | 1968年10月25日 | 17年8カ月  | 被告人5人のうち4人が無罪、残る1人は有罪（無期懲役）が確定。 |
| 千日デパート火災事件               | 1973年8月10日  | 1990年11月29日 | 17年3か月  | 業務上過失致死傷罪で起訴された管理権原者および防火管理責任者計3名の被告に対し、一審で無罪、控訴審で有罪判決。 被告人1名に禁錮2年6月・執行猶予3年、被告人2名に禁錮1年6月・執行猶予2年。 上告審で上告棄却により、被告人3名の有罪が確定。 |
| 大洋デパート火災事件               | 1974年         | 1991年11月14日 | 約17年     | 業務上過失致死傷罪で起訴された防火監督者および防火管理者、火元責任者計3名の被告に対し、一審無罪、二審で被告人3名に有罪判決。 防火監督者に禁錮2年、防火管理者に禁錮1年6月、火元責任者に禁錮1年。3被告人にそれぞれ執行猶予3年。 上告審で、最高裁は3被告人を無罪とする破棄自判判決を言い渡した。 |
| 六甲山事件                         | 1965年         | 1982年9月13日  | 約17年     | 無罪確定。 |
| 仁保事件                           | 1956年3月30日  | 1972年12月27日 | 16年9カ月  | 無罪（別件有罪）確定。 |
| 東京・埼玉連続幼女誘拐殺人事件     | 1989年         | 2006年1月17日  | 約16年     | 2006年に死刑確定。2008年に死刑執行。 |
| 空知連続殺人事件                   | 1974年         | 1990年         | 約16年     | 1990年9月13日に最高裁で上告棄却判決を受け、同年10月25日に死刑確定。死刑確定後も再審請求していたが2004年6月4日に獄死。 |
| 松戸OL殺人事件                     | 1974年         | 1991年4月23日  | 約16年     | 無罪（別件有罪）確定。 |
| 福山市一家3人殺害事件              | 1988年         | 2004年9月8日   | 約16年     | 1988年6月12日に発生。 被告人（一・二審で死刑判決）は上告中に病状が悪化したため、2004年7月20日に最高裁第三小法廷（金谷利廣裁判長）が公判手続停止を決定。 しかし、その2日後（7月22日）に被告人が死亡したため、同年9月8日付で公訴棄却決定。 |
| オウム真理教事件                   | 1995年         | 2011年11月21日 | 約16年     | 遠藤誠一の裁判が最長。2018年7月に教団の元教祖・麻原彰晃ら死刑囚13人の死刑執行。 |
| 大方町7人殺傷事件                  | 1969年1月24日  | 1984年7月      | 15年5か月  | 第一審・控訴審では完全責任能力が認定され、被告人に死刑判決が言い渡されたが、最高裁第二小法廷（本林譲裁判長）は1978年3月24日の第一次上告審判決で、心神耗弱の疑いがあったとして原判決を破棄差戻しした。 差し戻し審では被告人が当時心神耗弱状態にあったとされ、無期懲役が言い渡された。被告人は心神喪失を主張して上告したが、第二次上告審決定で上告が棄却され、無期懲役が確定。 |
| 鹿地事件                           | 1953年11月27日 | 1969年6月26日  | 15年7か月  | |
| 青梅事件                           | 1952年11月19日 | 1968年3月30日  | 15年4か月  | |
| 枚方事件                           | 1952年7月16日  | 1967年9月13日  | 15年2か月  | |
| 大阪・愛知・岐阜連続リンチ殺人事件 | 1994年         | 2011年3月10日  | 約15年     | 主犯格の少年3人は2011年に死刑確定（少年死刑囚）。 |
| 山中事件                           | 1975年         | 1990年7月27日  | 約15年     | 主犯とされた被告人には一・二審で死刑判決が言い渡されたが、最高裁の破棄差戻し判決を経て、差し戻し控訴審で殺人に関しては無罪（別件有罪）が確定。 従犯とされた被告人には有罪が確定。 |
| 鹿児島夫婦殺し事件                 | 1969年         | 1986年         | 約15年     | 無罪確定。 |
| 別府3億円保険金殺人事件            | 1974年         | 1989年1月13日  | 約15年     | 被告人（一・二審で死刑判決）が上告中に死亡したため公訴棄却。 |

### アメリカ
アメリカでは死刑が求刑されている被告人の事件では裁判が複雑化・長期化する傾向があり、収監施設や死刑執行室の維持費が州の財政に大きな負担となっており経費削減のための死刑廃止の議論がある。